# I sogni non uccidono
Nel 2001, con I sogni non uccidono, Raymond Benson chiude la trilogia del confronto fra 007 e l'Unione. Edizioni successive alla prima sono uscite con il titolo Mai sognare di morire, che ricalca più fedelmente quello originale.

## Trama
Tutti i servizi segreti sono impegnati nella sfida contro l'Unione e René Mathis organizza un'operazione su un presunto magazzino d'armi in un set cinematografico a Cannes. È un fallimento e parecchi attori ed una bambina muoiono in uno scontro a fuoco.

L'amico di 007 non demorde sulla sua pista ed indaga su un armatore corso, Emile Cirendini, sul cui yacht risiede Pierre Rodiac, un misterioso giocatore cieco al casinò di Monte Carlo. Si reca a Calvi dove scopre che Pierre è un Mazzere, cioè una persona capace di prevedere nel sonno la morte di qualcuno. Cirendini non si trova nella sua casa a Calvi, perché sta completando un affare con il terrorista giapponese Goro Yoshida ed un attentato colpisce l'ambasciata britannica a Tokyo. Mathis fa troppe domande ed è all'improvviso rapito dallo stesso Pierre Rodiac, che si rivela essere Le Gérant.

Intanto Bond scopre che il dottor Warral ha visitato Nadir Yassassin in un carcere ed ha scoperto un particolare tatuaggio con tre triangoli nell'occhio. Si tratta di un carattere che segna tutti i membri dell'Unione e parte per Parigi dove un oculista ha rilevato lo stesso tatuaggio, visitando il produttore cinematografico Léon Essinger.

Il produttore si trova nella capitale per promuovere l'inizio delle riprese del nuovo film in cui l'attrice principale è la moglie Tylyn Mignonne. I gossip parlano di un possibile divorzio tra i due che significherebbe per il produttore allontanarsi dalla ricca famiglia francese della donna. E i soldi di Tylyn interessano fortemente l'Unione.

L'agente segreto, fingendosi giornalista, riesce ad ottenere un'intervista all'attrice durante una sfilata di moda alla piramide del Louvre. Dopo un interessante colloquio con la donna, Bond incontra Marc-Ange Draco, il capu dalla mafia corsa nonché suo suocero. Dopo gli abbracci e i ricordi, l'uomo lo informa che Le Gérant, in realtà Olivier Cesari, è il figlio di un suo vecchio compare e attualmente sta facendo affari con Goro Yoshida.

Quindi Bond segue Tylyn in Costa Azzurra per le riprese del film e, al casinò di Monte Carlo sfida Pierre Rodiac, di cui non sospetta ancora la vera identità, al tavolo di chemin de fer.

Il film si gira nei pressi di Nizza e Bond diventa ufficialmente l'accompagnatore di Tylyn, tra i sorrisi dei vari operatori. Tra incidenti sui set e brevi indagini, i due non perdono occasione per stimolarsi sessualmente.

Una lettera spedita da Mathis prima di essere rapito, mette Bond al corrente delle sue indagini. Parte così per Calvi ed irrompe nella villa di Cirendini e Rodiac dove ritrova il suo amico e scopre il piano di Le Gérant e Goro Yoshida per un clamoroso attentato durante il festival di Cannes. Lo scopo è uccidere in una strage contro l'Occidente anche Tylyn Mignonne ed impedire così il divorzio e la perdita di una fortuna a Léon Essinger. L'agente segreto è a sua volta imprigionato e gli viene impresso nell'occhio il tatuaggio dell'Unione.

Bond e Mathis riescono comunque a scappare e ad evitare un'esplosione durante la presentazione di un film.

Quindi Bond e l'amico francese coordinano un commando dell'Interpol ed espugnano la sede dell'unione in Corsica. L'agente britannico trova Le Gérant nell'oscurità dei bassifondi, quando irrompe Marc-Ange Draco a fermarlo. Scopre che è stato il suocero a finanziare l'Unione fin dall'inizio e Le Gérant non è altro che una sua creatura e desidera salvarla. Mentre il cieco scappa aiutato dai suoi uomini, il suocero intrattiene Bond, consapevole che la fortezza sta per saltare in aria ed ucciderà entrambi. Bond, pur distrutto dai sentimenti nel ricordo dell'amata moglie Tracy, riesce ad ingannare il suocero e ad ucciderlo. Quindi esce dalla villa e fa esplodere l'elicottero su cui Le Gérant sta fuggendo.

### Personaggi principali
- James Bond
- Renè Mathis, funzionario della DGSE.
- Le Gérant: fondatore dell'Unione.
- Nadir Yassasin: ex membro dell'Unione in carcere.
- Emile Cirendini: armatore.
- Goro Yoshida: terrorista.
- Léon Essinger: produttore cinematografico.
- Tylyn Mignonne: attrice.
- Marc-Ange Draco: boss della malavita corsa.
- dott. Warrall: oftalmologo.

## Opere collegate
- Si tratta dell'opera conclusiva della trilogia dell'Unione che comprende anche: Tempo di uccidere e Doppio gioco.
- L'uomo dal tatuaggio rosso, il romanzo successivo, racconta della sfida del Servizio Segreto con il terrorista Goro Yoshida, conosciuto in questo libro.

## Edizioni
- Raymond Benson, I sogni non uccidono, traduzione di Andrea Carlo Cappi, collana Segretissimo, Arnoldo Mondadori Editore, 2002,  p. 249.

- Raymond Benson, Mai sognare di morire, traduzione di Andrea Carlo Cappi, collana i Misteri, Alacran edizioni, 2008,  p. 304.